# Bill Fontana
Bill Fontana (* 25. April 1947 in Cleveland, Ohio) ist ein US-amerikanischer Klangkünstler.

## Leben und Werk
Bill Fontana studierte an der John Carroll University und der New School in New York City Philosophie und Musik am Cleveland Institute of Music. Während des Studiums lernte er Philip Corner kennen. Klang verwendet Bill Fontana seit den späten 60er Jahren als skulpturales Medium. Seit 1976 nennt er seine Werke Klangskulpturen.
Metropolis Köln (60 min), Metropolis Stockholm (60 min) und Satelliten Ohrbrücke/Soundbridge Köln San Francisco (60 min) sind Klangporträts großer Städte, die vom WDR produziert wurden. Er hat über 50 Klangskulpturen und 20 zum Teil interkontinentale Radio-Skulpturen geschaffen. Die Klangskulpturen von Bill Fontana sind vielerorts installiert worden: New York, San Francisco, Hawaii, Alaska, Berlin, Köln, Paris, Amsterdam, Stockholm, Thailand, Australien und Japan.
Seit den 1990er Jahren nutzt Fontana Luftschallwandler (Mikrofone), Flüssigkeitsschallwandler (Hydrophone) und Beschleunigungssensoren für seine Werke.

## Ausstellungen (Auswahl)
- 1987, 1997, 2010: San Francisco Museum of Modern Art
- 1987: documenta 8, Kassel
- 1988: Steirischer Herbst, Steiermark
- 1991: Whitney Museum of American Art, New York
- 1995: Museo Reina Sofía, Madrid
- 1999: Biennale di Venezia, Venedig
- 2006: Tate Modern, London
- 2007: Madison Square, New York
- 2024: Signal Festival, Prag
- 2024/25: Von der Heydt-Museum, Wuppertal

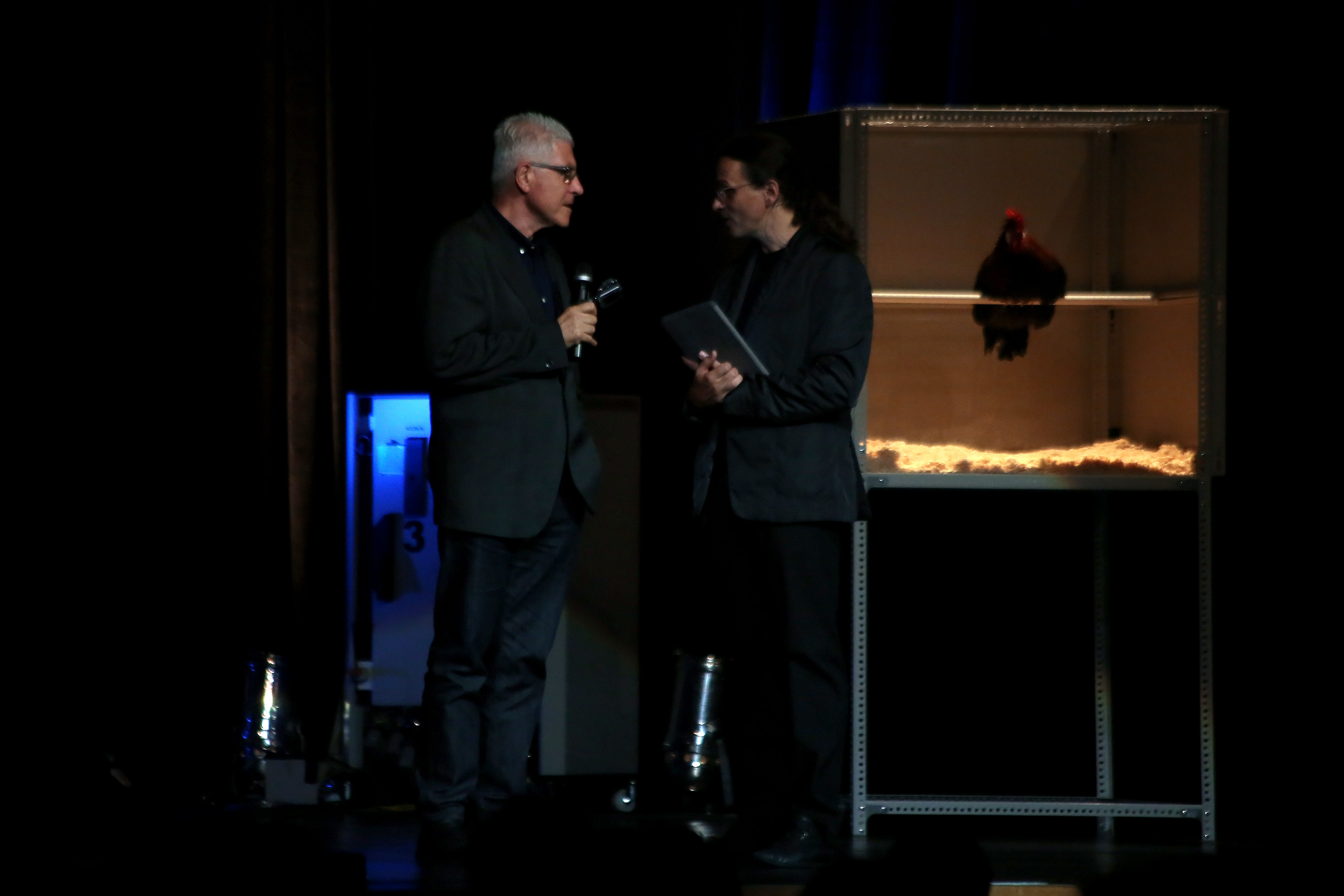
Prix Ars Electronical 2013, Bill Fontana

## Auszeichnungen (Auswahl)
- 1979: National Endowment for the Arts
- 1983: Berliner Künstlerprogramm des DAAD
- 1986: Creative Artist Fellowship for Japan, NEA and Japan-U.S. Friendship Commission
- 1986: Guggenheim-Stipendium
- 1986: Berliner Künstlerprogramm des DAAD und Arts Council England[3]
- 1989: Hörspiel des Monats Januar: Der Klang der stummen Flöte
- 2009: Prix Ars Electronica für Speeds of Time versions 1 and 2